# A. Ralph Mollis
A. Ralph Mollis (North Providence, 24 maggio 1961) è un politico statunitense, fu Segretario di Stato di Rhode Island dal 2007 al 2015. Membro del Partito Democratico americano, assunse tale incarico il 1 gennaio 2007 e venne rieletto per la seconda volta il 4 gennaio 2011, venendo quindi sconfitto alle successive elezioni da Nellie Gorbea il 6 gennaio 2015..

## Biografia
Mollis frequentò il Saint Anselm College e la Southern New England School of Law, ma lasciò poco dopo gli studi di legge per dedicarsi a quelli di economia divenendo membro della LAMCO Pension and Investment Advisory Firm. Simultaneamente condusse una carriera politica che lo portò ad essere consigliere della città di North Providence dal 1986 al 1996. Mollis divenne Vice Presidente della LAMCO.
Mollis fu quindi eletto presidente del consiglio della città di North Providence dal 1993 al 1994 e divenne sindaco del medesimo comune dal gennaio del 1997, venendo rieletto nel 2000 e nel 2004 sino al 2007 quando venne eletto Segretario di Stato di Rhode Island. Durante questo periodo si preoccupò di operare una serie di riforme elettorali. Collaborando con la State's Economic Development Corporation, Mollis introdusse la "We Mean Business", un'iniziativa per aiutare le compagnie emergenti a trovare lavoro e ad ottenere risposte rapide dalle agenzie di governo. Col suo ruolo anche di sovrintendente agli Archivi di Stato di Rhode Island, Mollis prescrisse un maggiore studio della storia locale agli studenti di Rhode Island facendo toccare con mano ai ragazzi il valore dei documenti storici per appassionarli e far loro conoscere la realtà in cui vivono come retaggio di una eredità storica.
Non potendo concorrere alla rielezione a Segretario di Stato di Rhode Island nel 2014 per scadenza dei termini, decise di concorrere alla carica di Vice Governatore di Rhode Island, ma perse la nomination del Partito Democratico americano a favore di Daniel McKee.